# Зведена фінансова звітність
Зведена фінансова звітність — це звітність, яку складають міністерства центральні органи виконавчої влади до сфери управління яких налажать підприємства засновані на державній власності та органи до сфери яких належать підприємства, що належать до сфери їх управління.
Звіт фінансової звітності складають об'єднання підприємств по всіх підприємств, які входять до їх складу.
| Фінанси | Це незавершена стаття з фінансів. Ви можете допомогти проєкту, виправивши або дописавши її. |